# NGC 99
NGC 99 (ook wel PGC 1523, UGC 230, MCG 2-2-6, ZWG 434.6, ZWG 457.11 of IRAS00214+1529) is een spiraalvormig sterrenstelsel in het sterrenbeeld Vissen die op ongeveer 243 miljoen lichtjaar afstand van de Aarde staat.
NGC 99 werd op 8 oktober 1883 ontdekt door de Franse astronoom Édouard Jean-Marie Stephan.